# Asszuáni nemzetközi repülőtér
Az asszuáni nemzetközi repülőtér (IATA: ASW, ICAO: HESN) (arabul: مطار أسوان الدولي; Maṭār Aswān ad-Duwalī, más néven Daraw repülőtér) az egyiptomi Asszuán nemzetközi repülőtere. A várostól 16 km-re délnyugatra fekszik.

## Forgalom
Az utasforgalom az elmúlt években az alábbi módon változott:
| Utasok száma | 588 731 | 628 356 | 1 080 700 | 1 167 276 | 979 034 | 954 507 | 250 185 | 365 784 | 653 155 | 759 668 |
|              | 1995    | 1998    | 2001      | 2004      | 2007    | 2010    | 2013    | 2016    | 2019    | 2022    |

## Légitársaságok és úti célok
| Légitársaság                          | Célállomások                                                                     |
| ------------------------------------- | -------------------------------------------------------------------------------- |
| Air Leisure                           | Charter: Peking, Csengdu, Csungking, Hongkong, Sanghaj, Sencsen, Tiencsin, Vuhan |
| EgyptAir                              | Abu Szimbel, Kairó                                                               |
| EgyptAir üzemeltető: EgyptAir Express | Abu Szimbel, Kairó                                                               |

## Balesetek
- 1969. március 20-án a United Arab Airlines Il-18 gépe lezuhant, miközben leszállást kísérelt meg az asszuáni repülőtéren. A fedélzeten tartózkodó 105 személy közül 100-an életüket vesztették.

## Fordítás
- Ez a szócikk részben vagy egészben  az   Aswan International Airport című angol Wikipédia-szócikk ezen változatának fordításán alapul.  Az eredeti cikk szerkesztőit annak laptörténete sorolja fel. Ez a jelzés csupán a megfogalmazás eredetét és a szerzői jogokat jelzi, nem szolgál a cikkben szereplő információk forrásmegjelöléseként.